# Virus rota
Virus rota là nguyên nhân phổ biến nhất của bệnh tiêu chảy nặng ở trẻ sơ sinh và trẻ nhỏ , và là một trong số các loại vi rút gây nhiễm trùng thường được gọi là cúm dạ dày, mặc dù không có liên quan đến cúm. Nó là một chi của vi rút RNA kép trong họ Reoviridae. Đến tuổi lên năm, gần như mọi trẻ em trên thế giới đã bị nhiễm vi rút rota ít nhất một lần . Tuy nhiên, với mỗi lần nhiễm, hệ miễn dịch lại phát triển, và các lần nhiễm tiếp theo ít nghiêm trọng hơn ; người lớn ít khi bị ảnh hưởng . Có năm loài vi rút này, được gọi là A, B, C, D và E  Rota loại A là loài phổ biến nhất, gây ra hơn 90% số ca nhiễm vi rút rota ở người.
Vi rút này được truyền bởi đường phân-miệng. Nó lây nhiễm và phá hủy tế bào ở thành ruột non và gây ra viêm dạ dày ruột. Mặc dù vi rút rota đã được phát hiện vào năm 1973  và gây ra tới 50% số ca nhập viện do tiêu chảy cấp ở trẻ sơ sinh và trẻ em, tầm quan trọng của nó vẫn không được biết đến rộng rãi trong sức khỏe cộng đồng, đặc biệt là ở những nước đang phát triển . Ngoài tác hại của nó đối với sức khỏe con người, vi rút rota còn lây nhiễm trong động vật, và là một mầm bệnh của vật nuôi .
Bệnh tiêu chảy do vi rút rota gây ra thường được kiểm soát dễ dàng, tuy nhiên trên toàn thế giới, mỗi năm vẫn có hơn 500.000 trẻ em dưới năm tuổi chết vì nhiễm vi rút rota  và có thêm gần hai triệu người mang bệnh nặng . Tại Hoa Kỳ, trước khi bắt đầu chương trình tiêm chủng vi rút rota, vi rút này gây ra mỗi năm khoảng 2,7 triệu trường hợp viêm dạ dày ruột nặng ở trẻ em, gần 60.000 ca nhập viện, và khoảng 37 ca tử vong . Các chiến dịch sức khỏe công cộng để chống vi rút rota tập trung vào việc cung cấp bù nước điện giải cho trẻ em bị nhiễm và tiêm chủng để ngăn ngừa bệnh .

## Lịch sử

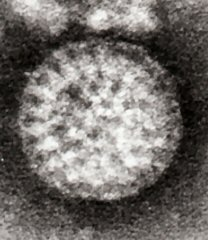
Một trong những bức ảnh chụp ban đầu qua kính hiển vi điện tử của Flewett

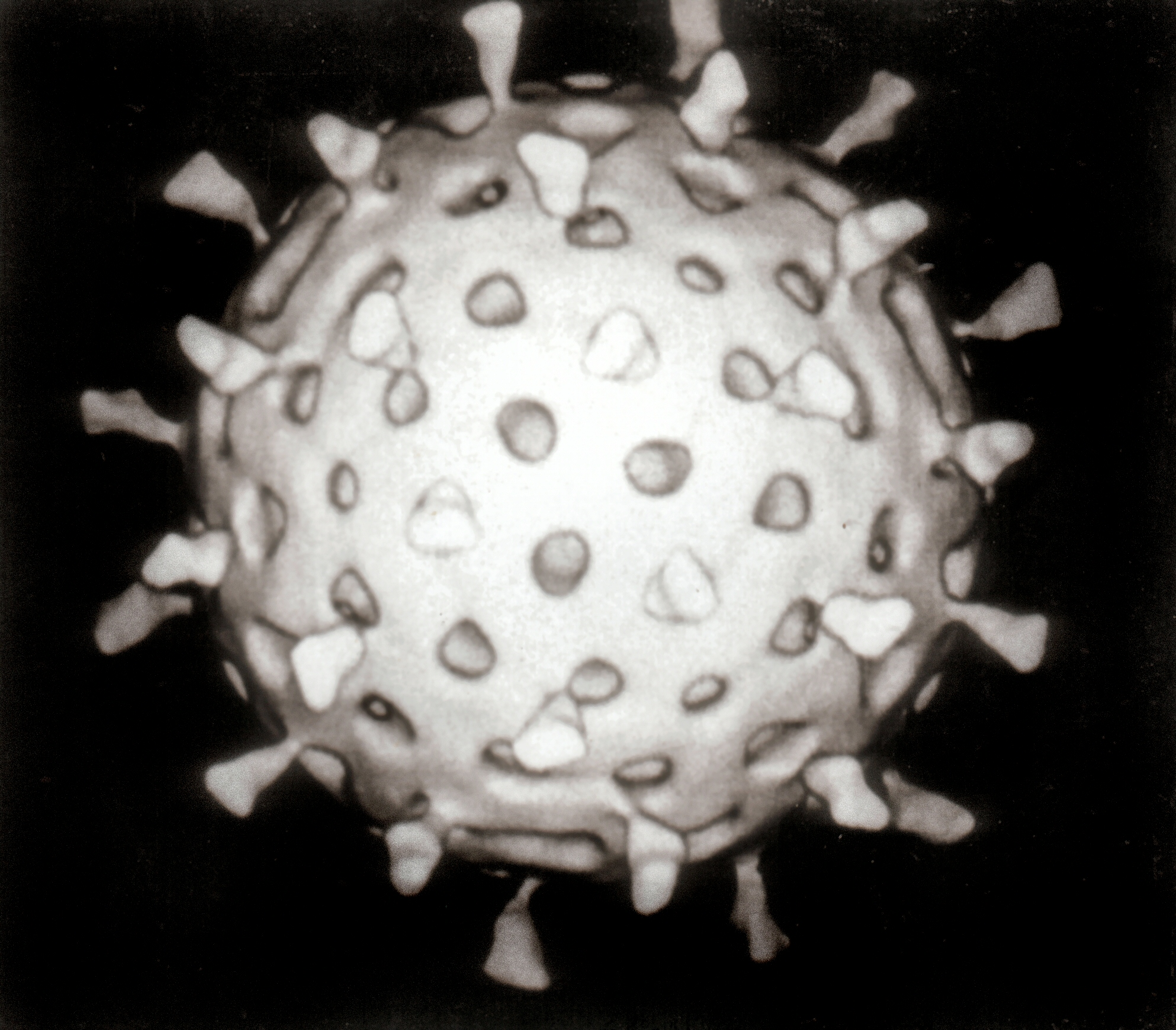
Tái dựng hình ảnh vi rút rota nhờ máy tính dựa trên một số ảnh chụp qua kính hiển vi điện tử

Năm 1943, Jacob Light và Horace Hodes đã chứng minh rằng các tác nhân được lọc ra từ phân của trẻ em bị nhiễm tiêu chảy cũng có khả năng gây ra tiêu chảy ở gia súc. Ba thập kỷ sau, những mẫu bảo quản của tác nhân này đã được chỉ ra là vi rút rota. Trong những năm tiếp theo, một loại vi rút trong chuột được phát hiện ra là có liên hệ với loại vi rút gây tiêu chảy ở gia súc. Năm 1973, Ruth Bishop miêu tả các vi rút liên quan được tìm thấy ở trẻ em bị viêm dạ dày ruột.
Năm 1974, Thomas Henry Flewett đề xuất tên gọi rotavirus (vi rút rota) sau khi ông quan sát chúng qua kính hiển vi điện tử thấy những vi rút này trông giống như cái bánh xe (rota trong tiếng Latin); và bốn năm sau tên gọi này đã được Ủy ban quốc tế về phân loại vi rút chấp nhận chính thức. Năm 1976, những vi rút liên quan đã được miêu tả trong một vài loài động vật. Những vi rút này, tất cả đều gây ra bệnh viêm dạ dày ruột cấp tính, đã được xếp loại vào bộ tác nhân gây bệnh ảnh hưởng đến con người và động vật trên toàn cầu. Huyết thanh của vi rút rota đã được miêu tả lần đầu vào năm 1980, và trong các năm sau, vi rút rota từ người lần đầu tiên được nuôi trong các tế bào nuôi cấy lấy từ thận khỉ, bằng cách thêm trypsin (một loại enzyme được tìm thấy trong tá tràng của động vật có vú và hiện nay được biết đến là rất cần thiết cho sự nhân rộng của vi rút rota) vào môi trường nuôi cấy. Khả năng nhân rộng của vi rút rota trong môi trường nuôi cấy đã thúc đẩy tốc độ nghiên cứu, và vào giữa thập niên 1980 loại vắc-xin đầu tiên đã được triển khai.
Năm 1998, vắc-xin vi rút rota đã được đăng ký ở Hoa Kỳ. Các thử nghiệm lâm sàng ở Hoa Kỳ, Phần Lan, và Venezuela đã cho thấy vắc-xin có hiệu quả 80 đến 100% trong việc ngăn ngừa bệnh tiêu chảy nặng do vi rút rota loại A gây ra, và theo thống kê trên số lượng thử nghiệm lớn, vắc-xin này không gây ra những tác dụng phụ nghiêm trọng. Tuy nhiên, các nhà sản xuất vắc-xin đã ngừng đưa nó ra thị trường vào năm 1999, sau khi có báo cáo về sự liên quan của vắc-xin vi rút rota góp phần làm tăng nguy cơ lồng ruột, một loại tắc nghẽn ruột, trong 12.000 trẻ sơ sinh được tiêm phòng thì có một trẻ bị chứng này. Báo cáo đã gây tranh cãi căng thẳng về những rủi ro tương đối và lợi ích của một loại vắc xin vi rút rota.
Năm 2006, hai loại vắc-xin mới chống lại sự lây nhiễm vi rút rota loại A đã được chỉ ra là an toàn và hiệu quả đối với trẻ em, và tháng 6 năm 2009 Tổ chức y tế thế giới khuyến nghị đưa vắc-xin vi rút rota vào chương trình tiêm chủng ở mọi quốc gia để phòng chống loại vi rút này.

## Triệu chứng
Bệnh do vi rút rota gây ra thường có những triệu chứng như nôn mửa, tiêu chảy ra nhiều nước, và sốt nhẹ. Một khi trẻ bị nhiễm virus, có một khoảng thời gian ủ bệnh cỡ hai ngày trước khi triệu chứng xuất hiện . Các triệu chứng thường bắt đầu với ói mửa, sau đó là khoảng 4 đến 8 ngày tiêu chảy nhiều. Mất nước xảy ra phổ biến hơn trong nhiễm vi rút rota so với hầu hết các trường hợp nhiễm vi khuẩn, và là nguyên nhân gây tử vong hàng đầu liên quan đến nhiễm vi rút rota .
Nhiễm vi rút rota loài A có thể xảy ra suốt đời người: lần nhiễm đầu tiên thường kèm theo các triệu chứng điển hình, nhưng các lần nhiễm sau này sẽ dần ít có biểu hiện bệnh , do hệ thống miễn dịch đã bảo vệ tốt hơn . Do đó, tỷ lệ nhiễm có triệu chứng rõ nét xảy ra nhiều hơn ở trẻ dưới 2 tuổi và giảm dần tới năm 45 tuổi . Việc lây nhiễm ở trẻ sơ sinh, tuy rằng thường xảy ra, lại hay thể hiện bằng những triệu chứng nhẹ hoặc không thể hiện gì , những triệu chứng nặng nhất thường thể hiện ở trẻ từ 6 tháng tuổi đến 2 năm tuổi, hoặc ở những người già, hoặc những người bị suy giảm miễn dịch. Do sự phát triển của hệ miễn dịch từ tuổi ấu thơ, đa số người lớn không bị nhạy cảm với vi rút rota; các bệnh viêm và đau dạ dày và ruột ở người lớn thường do các nguyên nhân khác, tuy nhiên việc lây nhiễm không phát bệnh ở người lớn vẫn có thể gây ra lây lan vi rút trong cộng đồng . Tái nhiễm không phát bệnh thường là do chủng huyết thanh khác của vi rút rota loài A gây ra.

## Lây nhiễm

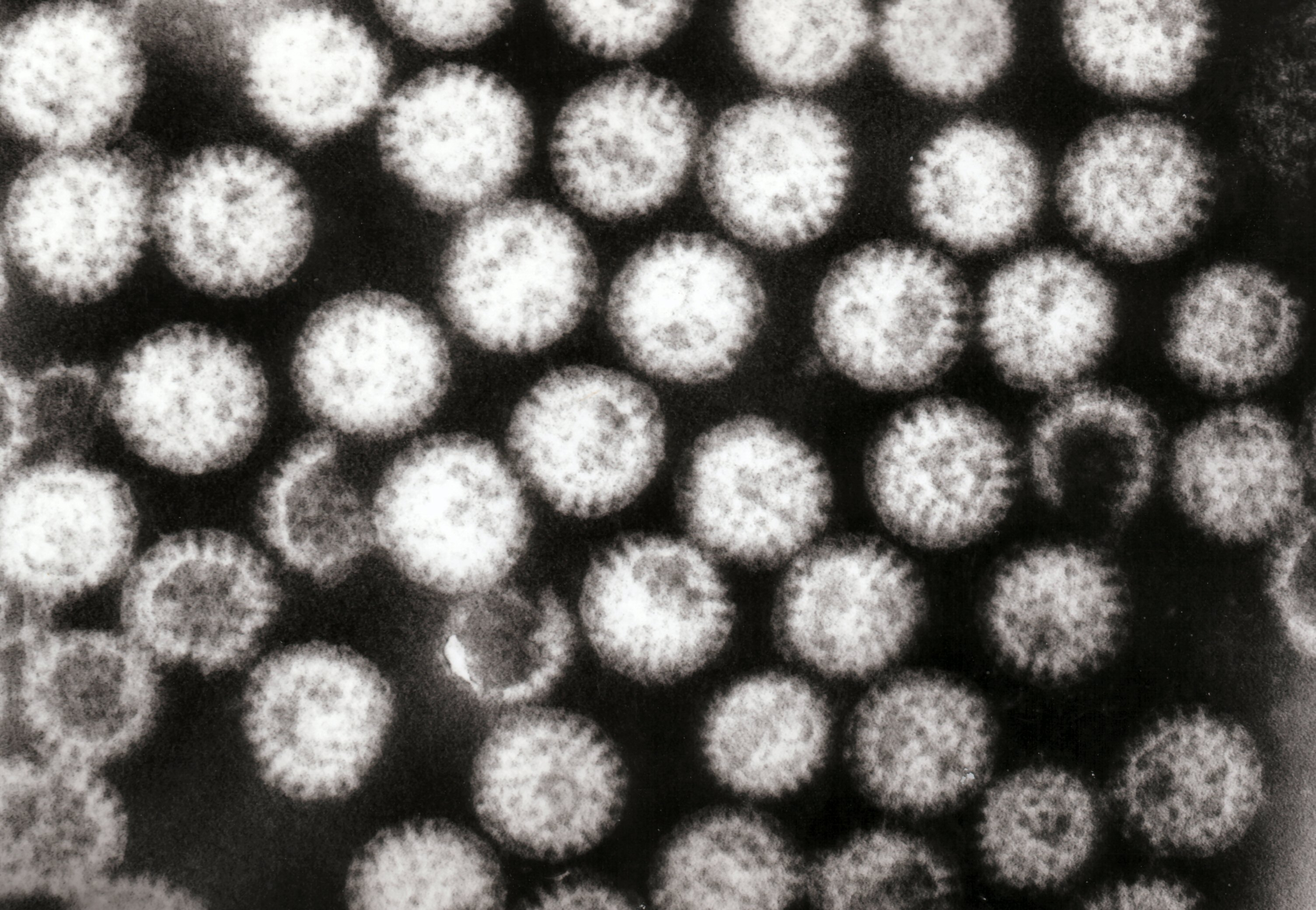
Vi rút rota loài A trong phân của một trẻ bị nhiễm

Vi rút rota lây qua đường phân-miệng, qua tiếp xúc với tay hoặc các bề mặt và vật thể bị nhiễm vi rút rota  và cũng có thể qua đường hô hấp. Phân của một bệnh nhân có thể chứa tới 10 nghìn tỷ hạt mang bệnh trong một gam  và chỉ cần chừng 10 đến 100 trong số đó là đủ để lây nhiễm bệnh sang người khác .
Vi rút rota tồn tại bền vững trong môi trường thông thường và đã được tìm thấy trong các mẫu nước sông ở mức độ chừng 1 đến 5 hạt mang bệnh trong mỗi gallon . Các biện pháp vệ sinh thông dụng để tiêu diệt vi khuẩn và ký sinh trùng thường không hiệu quả trong việc kiểm soát vi rút rota, điều này suy từ số liệu về các vụ nhiễm vi rút rota không khác biệt nhiều giữa những quốc gia có tiêu chuẩn vệ sinh dịch tễ cao và thấp .

## Cơ chế bệnh

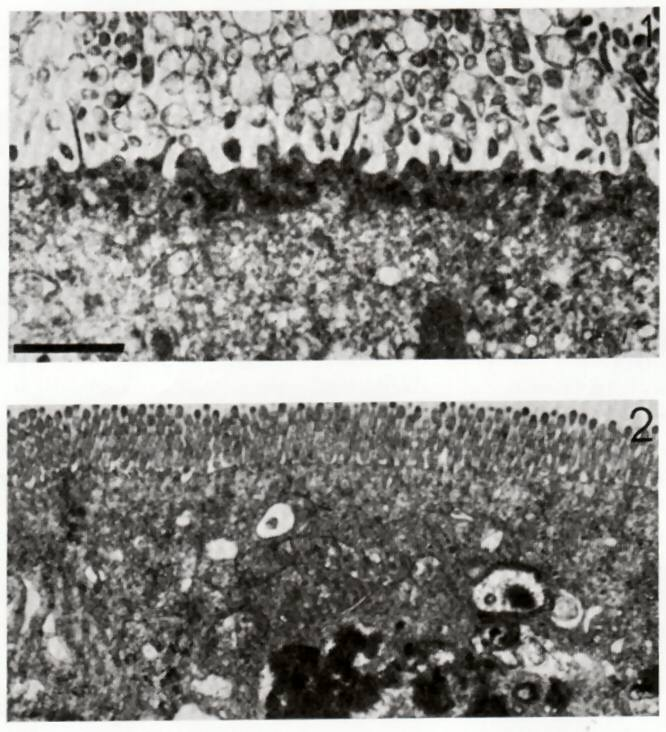
Ảnh qua kính hiển vi điện tử cho thấy vi rút rota tấn công các tế bào hấp thụ đường ruột (enterocyte) (trên) so với các tế bào khỏe mạnh (dưới). Thanh màu đen dài xấp xỉ 500 nm

Bệnh tiêu chảy là do nhiều hoạt động của vi rút. Chứng kém hấp thụ xảy ra do sự phá hủy của các tế bào ruột gọi là các tế bào hấp thụ đường ruột (enterocyte). Protein độc hại NSP4 do vi rút rota sinh ra gây lão hóa và bài tiết ion chloride phụ thuộc ion calci, phá vỡ màng vận chuyển protein SGLT1 - cơ quan trung gian tái hấp thụ nước, giảm thiểu hoạt động của màng vân biên giới disaccharidase, và có thể kích hoạt phản xạ bài tiết phụ thuộc ion calci của hệ thần kinh ruột. Các tế bào hấp thụ đường ruột (enterocytes) khỏe mạnh bài tiết lactase vào ruột non; khi các tế bào này bị phá hủy, trẻ sẽ thiếu lactase và không tiêu hóa được sữa, và đây là một triệu chứng đặc trưng của việc nhiễm vi rút rota, triệu chứng này có thể kéo dài dai dẳng hàng tuần. Sau khi tái áp dụng chế độ ăn có sữa cho trẻ, trẻ cũng có thể tái phát bệnh tiêu chảy nhẹ, do sự lên men vi khuẩn của lactose disacarit trong ruột.

## Chẩn đoán
Việc chẩn đoán nhiễm vi rút rota thông thường theo sau chẩn đoán viêm dạ dày ruột (gastroenteritis) khi xác định nguyên nhân gây tiêu chảy nặng. Hầu hết trẻ em nhập viện vì viêm dạ dày ruột được khám vi rút rota loại A. Các chẩn đoán y tế cụ thể về sự nhiễm vi rút rota loại A được thực hiện bằng cách tìm vi rút trong phân trẻ em bằng enzyme miễn dịch. Có một số bộ kiểm tra được cấp phép trên thị trường mà nhạy và đặc trưng cho vi rút rota loại A, có khả năng xác định mọi loại huyết thanh của chúng. Những phương pháp khác, nhờ kính hiển vi điện tử và gel điện di polyacrylamit (polyacrylamide gel electrophoresis), được sử dụng trong các phòng thí nghiệm. Phản ứng chuỗi trùng hợp phiên mã ngược (reverse transcription-polymerase chain reaction) (RT-PCR) có thể phát hiện và xác định tất cả loài và loại huyết thanh của vi rút rota ở người.

## Điều trị và tiên lượng
Điều trị nhiễm vi rút rota cấp tính là không cụ thể và bao gồm sự theo dõi và kiểm soát các triệu chứng và quan trọng nhất là duy trì sự cân bằng nước trong cơ thể bệnh nhân (bù nước điện giải). Nếu không được chữa trị, trẻ em có thể tử vong do lượng nước trong cơ thể mất quá nhiều. Tùy thuộc vào mức độ nghiêm trọng của tiêu chảy, điều trị bao gồm uống bù nước điện giải, trong đó trẻ em được cung cấp thêm nước uống chứa một lượng nhỏ muối và đường. Những ca nặng cần phải nhập viện để truyền nước điện giải vào tĩnh mạch hay dùng ống đặt qua lỗ mũi, trong đó nồng độ điện phân và nồng độ đường máu được kiểm soát.
Vi rút rota hiếm khi gây biến chứng khác và đối với những ca được kiểm soát tốt thì tiên lượng là khá chính xác. Có một số báo cáo hiếm hoi về những biến chứng liên quan đến hệ thần kinh trung ương (CNS) nơi vi rút rota đã được phát hiện trong chất dịch của hệ thần kinh trong trường hợp của viêm não và viêm màng não, và những nghiên cứu hiện nay đã xác nhận rằng sự nhiễm vi rút rota không phải luôn luôn giới hạn tại ruột, mà còn có thể gây ra viremia trong đó vi rút đi vào máu và ảnh hưởng đến các bộ phận khác của cơ thể.

## Phòng chống
Bởi vì sự cải thiện vệ sinh không làm giảm tỷ lệ mắc bệnh vi rút rota, và tỷ lệ nhập viện vẫn còn cao dù cho đã có nhiều loại thuốc uống bù điện giải, cách phòng chống chủ yếu trong y tế cộng đồng vẫn là tiêm phòng.
Năm 2006, hai loại vắc-xin phòng chống nhiễm vi rút rota loại A đã được chỉ ra là an toàn và hiệu quả đối với trẻ em: Rotarix do GlaxoSmithKline sản xuất và RotaTeq do Merck sản xuất. Các vắc xin được sử dụng bằng đường uống và chứa các vi rút đã làm suy yếu. Vắc-xin vi rút rota đã được đăng ký ở hơn 100 quốc gia, nhưng chỉ có 17 nước đưa tiêm chủng vi rút rota vào chương trình tiêm chủng thường xuyên.
Chương trình tiêm chủng vắc xin vi rút rota là một hợp tác giữa PATH, Tổ chức Y tế Thế giới (WHO), và Trung tâm Kiểm soát và Phòng chống Bệnh Hoa Kỳ, và được tài trợ bởi Liên minh Toàn cầu về Vắc xin và Miễn dịch. Chương trình nhắm tới việc giảm tỷ lệ mắc bệnh và tỷ lệ chết do tiêu chảy bằng việc tạo ra vắc-xin vi rút rota cho các nước đang phát triển.
Ngày 5 tháng 6 năm 2009, WHO thông báo rằng các thử nghiệm lâm sàng của vắc xin Rotarix "tại nơi có tỷ lệ chết cao và điều kiện kinh tế xã hội thấp ở Nam Phi và Malawi, cho thấy vắc xin đã làm giảm đáng kể mức độ nghiêm trọng của tình trạng tiêu chảy do vi rút rota". WHO giờ đây khuyến khích việc đưa tiêm chủng vắc xin vi rút rota vào chương trình tiêm chủng thường kỳ tại mọi quốc gia. Có nhiều vắc-xin vi rút rota mới vẫn đang được nghiên cứu 
Năm 2012, Việt Nam đã sản xuất thành công vắc xin Rotavin-M1 và đưa vào sử dụng trên cả nước.

## Dịch tễ học

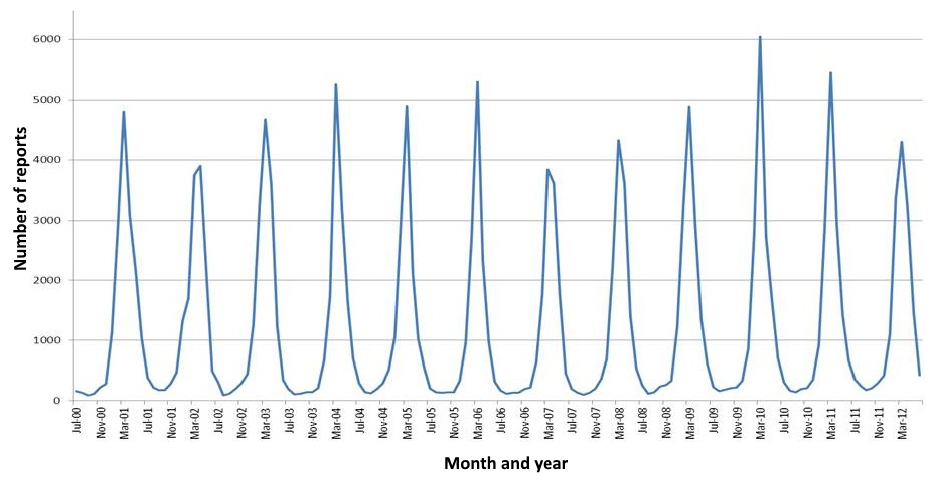
Biến đổi theo mùa của số ca nhiễm vi rút rota loài A tại một vùng của nước Anh: tỷ lệ nhiễm tăng lên vào mùa đông.

Vi rút rota loài A, gây ra hơn 90% số ca nhiễm vi rút rota đường ruột ở người, là đặc hữu cho toàn cầu. Mỗi năm vi rút này gây ra hàng triệu ca tiêu chảy ở các nước đang phát triển, trong đó 2 triệu ca nhập viện và khoảng 611,000 ca tử vong. Ngay tại Hoa Kỳ — trước khi có chương trình tiêm chủng vắc xin vi rút rota — mỗi năm có hơn 2,7 triệu ca nhiễm vi rút rota đường ruột, 60000 trẻ nhập viện và khoảng 37 trẻ tử vong. Vai trò quan trọng của vi rút rota trong việc gây ra tiêu chảy chưa được nhận thức đầy đủ và rộng rãi trong công chúng, đặc biệt tại những nước đang phát triển. Hầu hết các trẻ em lên 5 tuổi đều bị nhiễm vi rút rota ít nhất một lần. Vi rut rota là nguyên nhân phổ biến nhất gây ra tiêu chảy ở trẻ sơ sinh và trẻ nhỏ, chiếm 20% số ca tiêu chảy, và chiếm 50% số ca nhập viện vì tiêu chảy. Số ca nhập viện do vi rut rota ở các bé trai nhiều gấp đôi so với các bé gái.
Tại vùng ôn đới, các vụ nhiễm vi rút rota thường xảy ra vào mùa đông, còn tại các vùng nhiệt đới các ca nhiễm xảy ra quanh năm; sự khác biệt có thể là do biến đổi về nhiệt độ và độ ẩm theo mùa. Các số liệu về nguyên nhân do nhiễm bẩn thực phẩm hiện nay vẫn chưa rõ.
UNICEF và Tổ chức Y tế Thế giới 
Những vụ bùng phát dịch tiêu chảy do vi rút rota loài A thường xảy ra trong các trẻ sơ sinh đang nằm trong bệnh viện, hoặc giữa những trẻ đi học mẫu giáo hay nhà trẻ, hoặc giữa những người già trong các trại dưỡng lão. Đã có vụ dịch gây ra bởi nhiễm bẩn nguồn nước công cộng tại Colorado năm 1981.
Trong năm 2005, đã xảy ra vụ bùng phát dịch tiêu chảy lớn nhất tại Nicaragoa. Vụ bùng phát dịch lớn và nghiêm trọng này có liên hệ với sự đột biến gen của vi rút rota loài A, có thể giúp vi rút thoát khỏi hàng rào miễn dịch phổ biến trong cơ thể của cư dân. Một vụ dịch lớn tương tự đã xảy ra ở Brazil năm 1977.
Vi rút rota loài B, còn gọi là vi rút tiêu chảy người lớn (ADRV), đã từng gây ra đại dịch tiêu chảy ở Trung Quốc, lây nhiễm trong hàng nghìn người ở đủ mọi lứa tuổi. Các vụ dịch này xảy ra do nguồn nước uống bị nhiễm bẩn. Vi rút rota B cũng đã từng lây lan ở Ấn Độ năm 1998; chủng vi rút đã lây tại đây được gọi là CAL. Không giống ADRV, chủng CAL không lây lan toàn cầu và chỉ đặc hữu tại địa phương. Cho tới nay, các vụ dịch vi rút rota B tập trung nhiều hơn ở Trung Quốc đại lục, và các cuộc điều tra cho thấy người dân Hoa Kỳ chưa phát triển hệ miễn dịch chống lại vi rút rota B.
Vi rút rota C có liên quan đến một số trường hợp tiêu chảy hiếm ở trẻ nhỏ, xảy ra rải rác ở nhiều quốc gia, và những vụ bùng phát đã được ghi nhận ở Nhật Bản và Anh Quốc.

## Lây nhiễm trong động vật
Vi rút rota có thể nhiễm và gây ra tiêu chảy ở các động vật non. Các động vật có vú non (như vượn người, trâu bò, lợn, cừu, chuột cống, chó và mèo, chuột nhà, ngựa, thỏ) và các loài lông vũ (gà và gà tây). Các vi rút rota này là nguồn dự trữ tiềm tàng khả năng trao đổi gen với các vi rút rota ở người. Có bằng chứng cho thấy các vi rút rota của động vật có thể lây nhiễm trên người, có thể thông qua lấy lan trực tiếp hoặc bằng cách cung cấp những đoạn RNA để trộn gen với chủng vi rút rota ở người. Vi rút rota là nguồn bệnh cho vật nuôi và có thể gây ra thiệt hại kinh tế do chi phí chữa bệnh vì tỷ lệ mắc bệnh và tỷ lệ chết cao.